# Дейч, Александр Иосифович
Алекса́ндр Ио́сифович Дейч (2 (14) мая 1893, Киев — 8 апреля 1972, Москва) — русский советский писатель, литературовед и театральный критик, переводчик, биограф.

## Биография
Окончил 2-ю Киевскую гимназию и историко-филологический факультет Киевского университета (1917). Печатался с 1910 года. Автор трагедии «Вдова из Эфеса». Переводчик произведений Сервантеса, Гейне, Оскара Уайльда, Бернарда Шоу, Газенклевера (в соавторстве с Луначарским), Демеля, Рильке, Новалиса и других. Печатался в «Киевских новостях», «Ежемесячном литературном и научно-популярном приложении» к «Ниве», «Киевских откликах», «Киевской почте», «Киевской неделе», «Масках», «Киевской рампе» и другой периодике. С 1925 года жил в Москве, сотрудничал в журналах «Огонёк», «Прожектор», «За рубежом». Автор многочисленных биографических и литературоведческих книг.
В конце жизни полностью ослеп. Умер в 1972 году. Похоронен на Ваганьковском кладбище (34 уч.).

### Семья
- Отец — Иосиф Яковлевич Дейч (1857—1928), доктор медицины, председатель Физиотерапевтической секции Киевского единого научного медицинского общества.
- Мать — Агафья-Екатерина Дейч, урождённая Рахат (1869—1945).
- Брат — Яков Иосифович Дейч (1900—1942), доцент Киевского медицинского института, во время войны попал в окружение и погиб в плену.
- Жена — Евгения Кузьминична Дейч (1919—2014), химик.
- Двоюродная сестра — Лидия Григорьевна Бать, писательница.
- Дядя — Лев Ефимович Рахат, переводчик.

## Избранная библиография
- Маски еврейского театра. М, 1927
- Гейне и Маркс. М., 1931
- Беранже. М., 1932
- Дейч А. И. Гейне. — М. : Журнально-газетное объединение, 1933. — 256 с. — (ЖЗЛ; Вып. 1—2). — 40 000 экз.
- Свифт. — М., Жургаз, 1933. (в соав. с Е. Зозулей, ЖЗЛ. Вып. 20)
- Гейне в Париже. М., 1933
- Тальма, М., Жургаз, 1934 (ЖЗЛ, вып. 21-22)
- Амундсен. М., 1936.
- Фритьоф Нансен. М., 1936 (в соавт. с Л. Бать)
- Красные и черные. Актёры в эпоху Французской революции, М.-Л., Искусство, 1939
- Тарас Шевченко. М., 1939 (в соавт. с Л. Бать).
- С. Л. Кузнецов, М.-Л., Искусство, 1947
- Абрар Хидоятов, М.-Л., Искусство, 1948
- Тарас Шевченко. М., 1952; 2-е изд. 1954 (в соавт. с Л. Бать)
- Леся Украинка. Критико-биографич. очерк, М., 1953, 2 изд., 1954
- Гейне и театр. М., 1956 (вступ. статья, составление, ред. и комментарии)
- Гарри из Дюссельдорфа. М., 1957; 2-е изд. М., 1959; 3-е изд. М., 1980
- Луначарский и театр // Луначарский А. В. О театре и драматургии. Избр. статьи, т. 2, М., 1958, с. 7-46
- Т. Г. Шевченко. Введение в изучение поэта. М., 1959. (в соавт. с А. И. Белецким) Изд. 2-е. 1964; изд. 3-е. М., 1989;
- Мы любим театр. М., Искусство, 1960[2]
- Поэтический мир Генриха Гейне. М., 1963.
- Тарас Шевченко. Киев, 1964. (в соавторстве с М. Рыльским).
- Голос памяти: Театральные впечатления и встречи. М.: Искусство, 1966. 376 с., 15 000 экз.
- Алишер Навои. Ташкент, 1968 (в соавторстве с Айбеком).
- Судьбы поэтов. — М., 1968; 2-е изд. — 1974; 3-е изд. — 1987.
- День нынешний и день минувший. Лит. впечатления и встречи. М., 1969, 2-е изд. — 1985;
- Ломикамень. М., 1962, 2-е изд. — 1971.
- Франсуа Жозеф Тальма. — М., Искусство, 1973 (Жизнь в искусстве).
- Дыхание времени. М.: Советский писатель, 1974/

## Переводы
- Уайльд О. Баллада Редингской тюрьмы. / Пер с англ. А. Дейча. Киев, 1910
- Уайльд О. Сфинкс. / Пер с англ. А. Дейча. Киев, 1912
- Франс А. Последние страницы, опубликованные Мишелем Корде. / Пер. с франц. А. Дейча. М., 1926.
- Адвокат Пателен. / Пер. со старофранц. А. Дейча. М., 1929
- Сервантес. Плутовская новелла. / Пер. с исп. А. Дейча. М., 1927
- Свифт Дж. Гулливер в Лилипутии. / Пер. с англ. А. Дейча. М., 1927
- Свифт Дж. Путешествие в Лапуту. / Пер. с англ. А. Дейча. М., 1929
- Шоу Б. Ученик дьявола. / Пер. с англ. А. Дейча и М. Мораор. М., 1934

## Наследие
Обширный фонд А. И. Дейча хранится в Российском государственном архиве литературы и искусства. Он насчитывает 3451 единицу хранения и охватывает период с 1860 по 1994 гг. Основу фонда составляют рукописные исследования и литературно-биографические очерки (в том числе в соавторстве с А. В. Луначарским), записные книжки, письма, фотографии и др.